# 农特龙
农特龙（法語：Nontron，法語發音：[nɔ̃tʁɔ̃] ⓘ），法国西南部城市，新阿基坦大区多尔多涅省的一个市镇，同时也是该省的一个副省会，下辖农特龙区，其市镇面积为24.67平方公里，2022年1月1日时人口数量为3,049人，在法国城市中排名第3,643位。
农特龙位于多尔多涅省北部，邦迪亚河畔，近代因刀具生产而闻名，现代是一个区域性的中心城市，多条公路在此交汇。

## 地名来源
农特龙的地名来源尚存在争议，该名称可能出自高卢人名“Nantironius”，亦可能出自两个泰尔语单词“Nata”和“Dun”，分别意为“河谷”和“山地”。

## 历史

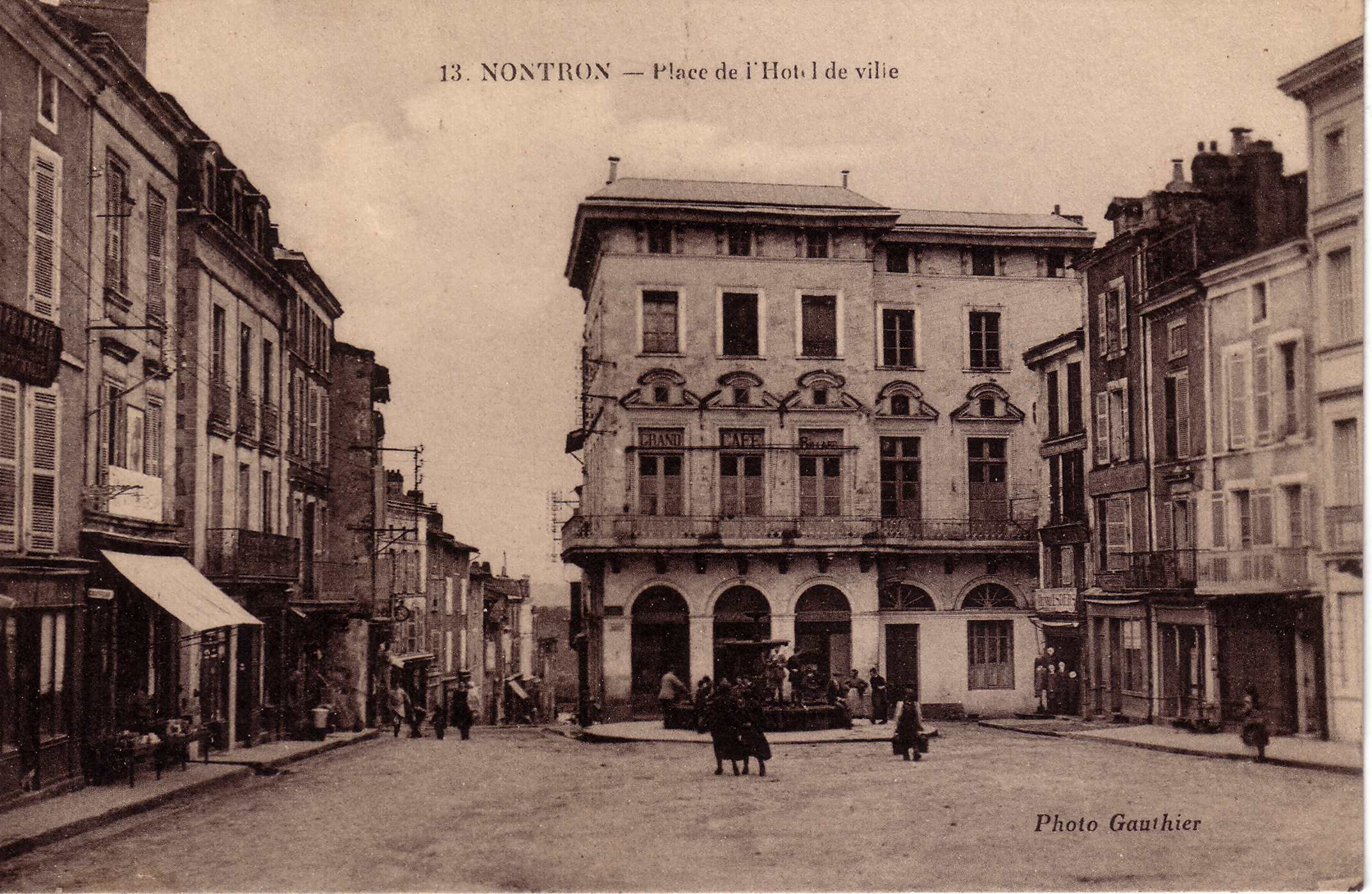
20世纪初的农特龙

根据当地官方网站的论述，农特龙最初于公元前1100年由基姆里斯人及腓尼基人创建。古典时期至中世纪初，农特龙先后被罗马人、哥特人和法兰克人占领。公元8世纪时，撒拉逊人经过农特龙并一路北上，至图尔战役后折返。8世纪末期，利摩日伯爵在此修建农特龙城堡作为一处修道院，其外围自13世纪起陆续形成聚落。英法百年战争期间，农特龙一度成为双方争夺的焦点之一，当地多处遭到破坏。宗教战争期间，新教徒于1569年6月8日攻占农特龙并烧毁了当地的圣斯德望和圣救主教堂。18世纪时，农特龙出现了法国首家刀具制造作坊。法国大革命后，农特龙成为多尔多涅省的一个市镇，并在1790至1800年间为该省的一个地区行署，后改制为副省会。工业革命期间，农特龙刀具作坊逐渐实现工业化生产，成为当地的主要经济支柱。19世纪中后期，农特龙市区陆续兴建了多处新式建筑及设施，包括圣母教堂、石桥及多条主干道路，其城市范围亦相外扩张。途径农特龙的凯鲁瓦-普朗扎克－蒂维耶铁路于1892年建成通车，后于1985年彻底关闭。自2009年起，农特龙每年夏季举办“工艺街狂欢节”（rue des métiers d’arts）。

## 地理

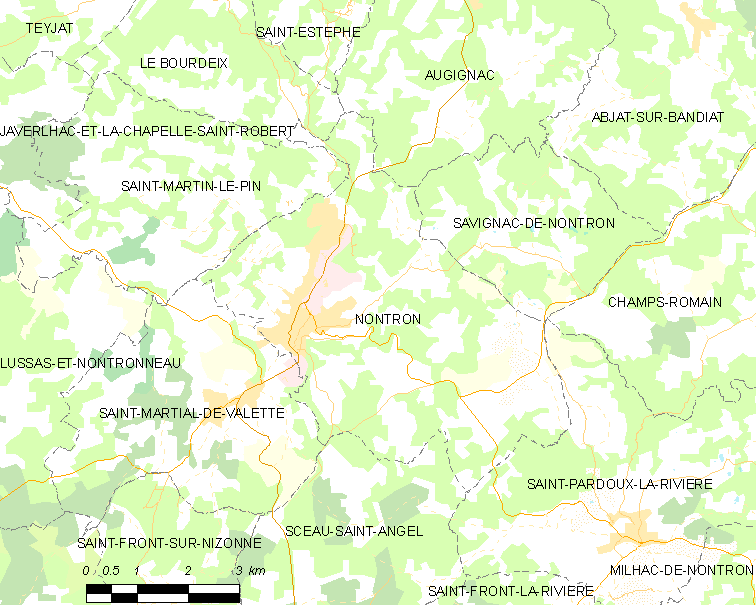
农特龙市镇范围地图

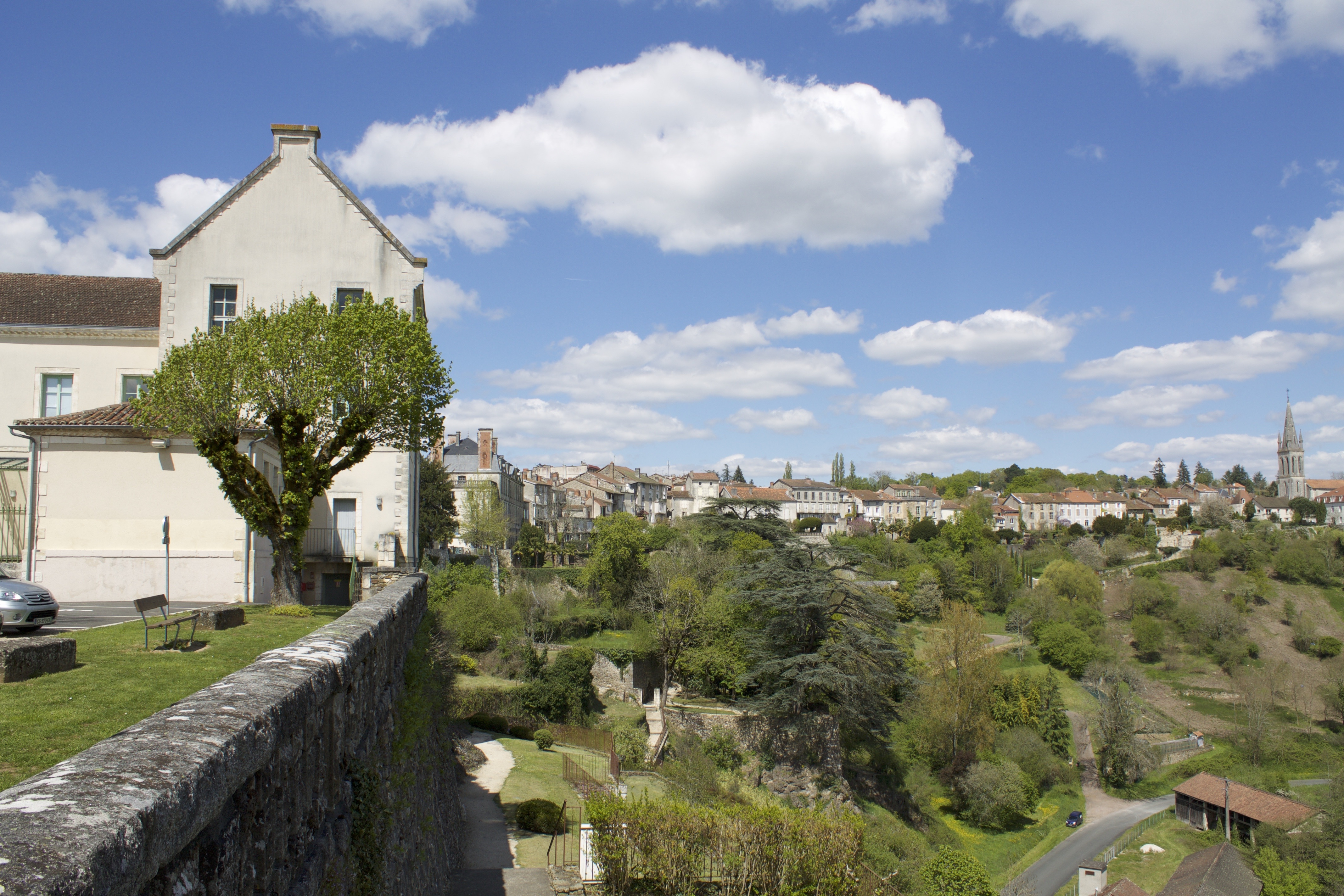
农特龙市区的植被

农特龙位于法国西南部，新阿基坦大区中北部和多尔多涅省北部，距离省会佩里格大约47公里。与农特龙接壤的市镇包括：勒布尔代、圣马丁勒潘、欧日尼亚克、圣马夏尔德瓦莱特、萨维尼亚克德农特龙、圣帕尔杜拉里维耶尔和索圣昂热勒。

### 地形
农特龙位于法国中央高原西部外缘，境内以浅丘和丘陵为主，整体地势自河流中部向两侧抬升，其中市镇中心位于一处河谷右岸的坡地之上，地势西高东低，全境海拔在152到308米之间。

### 水文
农特龙位于夏朗德河流域范围内，邦迪亚河自东向西南呈J字形流经市区。

### 植被
农特龙属于温带阔叶混交林区，林地广泛分布于河谷周边，市中心的艺术花园（Jardin des Arts）是当地的一处休闲绿地。
在鲜花城市的评比中，农特龙暂未被评级。

### 气候
农特龙在柯本气候分类法中属于温带海洋性气候。
距离农特龙最近的常年气象站位于拉科基耶境内，以下为该气象站的数据（其中日照数据取自利摩日）：
| 拉科基耶 1981年－2019年 | 拉科基耶 1981年－2019年 | 拉科基耶 1981年－2019年 | 拉科基耶 1981年－2019年 | 拉科基耶 1981年－2019年 | 拉科基耶 1981年－2019年 | 拉科基耶 1981年－2019年 | 拉科基耶 1981年－2019年 | 拉科基耶 1981年－2019年 | 拉科基耶 1981年－2019年 | 拉科基耶 1981年－2019年 | 拉科基耶 1981年－2019年 | 拉科基耶 1981年－2019年 | 拉科基耶 1981年－2019年 |
| 月份                    | 1月                     | 2月                     | 3月                     | 4月                     | 5月                     | 6月                     | 7月                     | 8月                     | 9月                     | 10月                    | 11月                    | 12月                    | 全年                    |
| ----------------------- | ----------------------- | ----------------------- | ----------------------- | ----------------------- | ----------------------- | ----------------------- | ----------------------- | ----------------------- | ----------------------- | ----------------------- | ----------------------- | ----------------------- | ----------------------- |
| 历史最高温 °C（°F）     | 17.1 (62.8)             | 22.1 (71.8)             | 25.1 (77.2)             | 28.8 (83.8)             | 32.5 (90.5)             | 37.5 (99.5)             | 38.4 (101.1)            | 39.5 (103.1)            | 34.4 (93.9)             | 30 (86)                 | 23 (73)                 | 19.5 (67.1)             | 39.5 (103.1)            |
| 平均高温 °C（°F）       | 7.8 (46.0)              | 9.2 (48.6)              | 12.7 (54.9)             | 15.2 (59.4)             | 19.3 (66.7)             | 22.7 (72.9)             | 25.5 (77.9)             | 25.3 (77.5)             | 21.8 (71.2)             | 17.2 (63.0)             | 11.2 (52.2)             | 8.6 (47.5)              | 16.4 (61.5)             |
| 日均气温 °C（°F）       | 4.7 (40.5)              | 5.5 (41.9)              | 8.2 (46.8)              | 10.5 (50.9)             | 14.2 (57.6)             | 17.3 (63.1)             | 19.7 (67.5)             | 19.5 (67.1)             | 16.4 (61.5)             | 12.9 (55.2)             | 7.8 (46.0)              | 5.4 (41.7)              | 11.8 (53.2)             |
| 平均低温 °C（°F）       | 1.6 (34.9)              | 1.8 (35.2)              | 3.7 (38.7)              | 5.7 (42.3)              | 9.1 (48.4)              | 11.9 (53.4)             | 13.9 (57.0)             | 13.6 (56.5)             | 11 (52)                 | 8.7 (47.7)              | 4.4 (39.9)              | 2.3 (36.1)              | 7.3 (45.1)              |
| 历史最低温 °C（°F）     | −18.7 (−1.7)            | −15 (5)                 | −12 (10)                | −5 (23)                 | −0.9 (30.4)             | 2.3 (36.1)              | 5.5 (41.9)              | 3.1 (37.6)              | 1.3 (34.3)              | −3.1 (26.4)             | −9.6 (14.7)             | −10.5 (13.1)            | −18.7 (−1.7)            |
| 平均降水量 mm（）       | 121.1 (4.77)            | 99.7 (3.93)             | 90 (3.5)                | 113 (4.4)               | 98.3 (3.87)             | 81.8 (3.22)             | 68.3 (2.69)             | 76.4 (3.01)             | 86.1 (3.39)             | 115.2 (4.54)            | 124.9 (4.92)            | 124.2 (4.89)            | 1,199 (47.2)            |
| 月均日照時數            | 86                      | 104                     | 156.8                   | 167.7                   | 204.9                   | 227.4                   | 238.2                   | 231                     | 191.5                   | 133.3                   | 81.4                    | 77.6                    | 1,899.8                 |
| 来源：infoclimat.fr     |                         |                         |                         |                         |                         |                         |                         |                         |                         |                         |                         |                         |                         |

## 行政区划
农特龙的市镇编号为24311，邮政编号为24300。
在行政管理方面，农特龙隶属于法国新阿基坦大区多尔多涅省，同时也是该省的一个副省会，下辖农特龙区；在地方选举方面，农特龙是农特龙绿色佩里戈尔县的中央投票站所在地，其市镇范围全境被划入多尔多涅省第三选区；在社会管理方面，农特龙是农特龙佩里戈尔市镇公共社区的办公驻地。
截至2023年3月，农特龙市镇范围内暂无城市敏感街区及城市政策优先街区。
法国国家统计与经济研究所（简称）在进行数据统计时，将农特龙及相邻的另外一个市镇设为农特龙城市核心区，并将包括核心区在内的周边共5个市镇划为农特龙城市区。自2020年起，农特龙城市区被包含19个市镇的农特龙城市辐射区代替。此外，还将农特龙市镇整体看作一个“块区”（IRIS），以便于统计人口分布情况。

## 交通

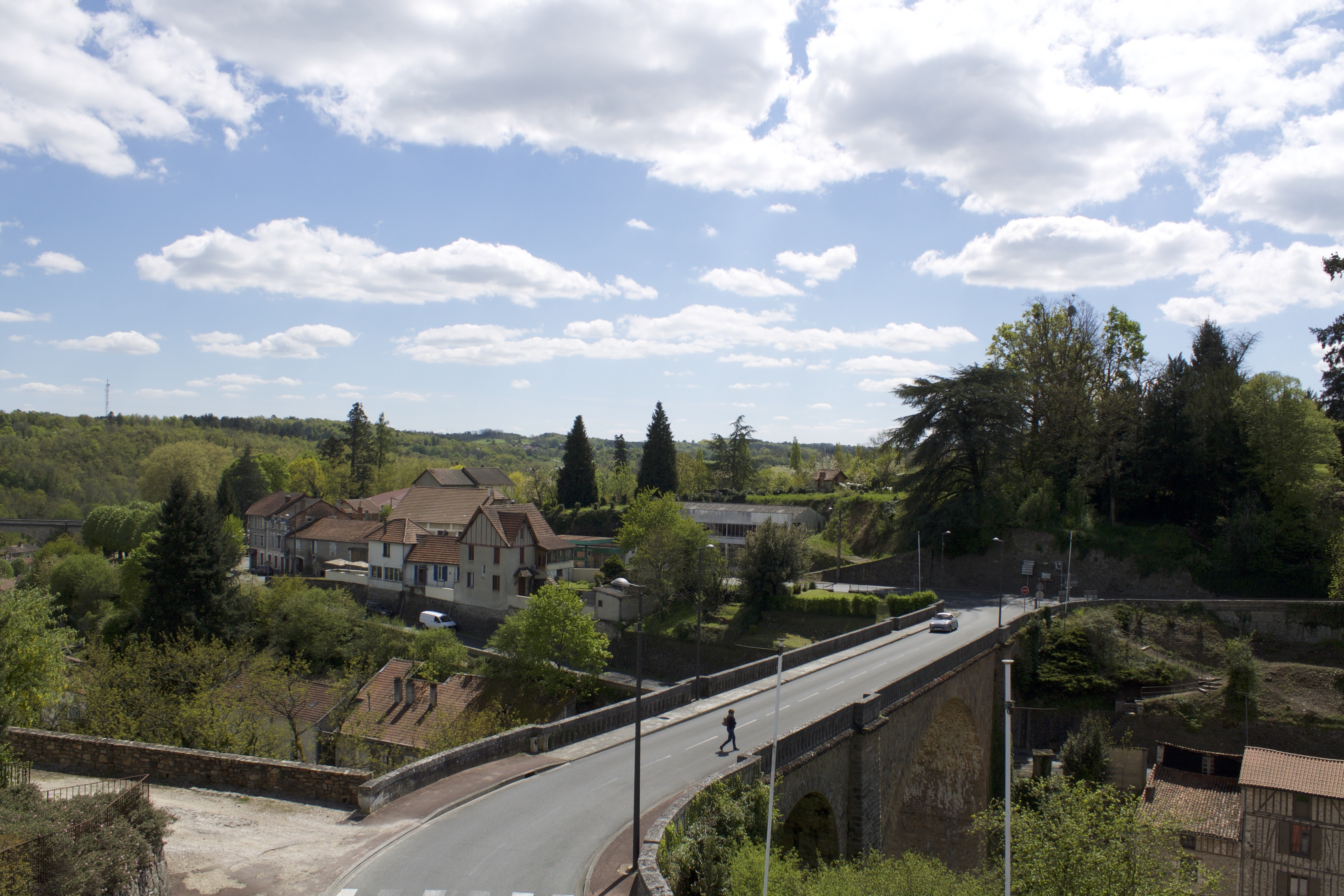
农特龙高架桥

### 公路
多尔多涅省省道D3线、D87线、D94线、D675线和D707线在农特龙境内交汇。新阿基坦大区下属的城际客运提供巴士线路，可前往佩里格和昂古莱姆。
| 15 | 54 |

| 佩里格 | 48 |

| 昂古莱姆 | 47 |

| 拉科基耶 | 30 |

2019年，62.1%的农特龙家庭拥有至少一辆私人汽车。2019年，农特龙境内共发生各类交通事故2起，造成3人受伤。

### 铁路
距离农特龙最近的运营中的客运铁路车站为30公里外的拉科基耶站，该站停靠往返于利摩日和佩里格一线的区域列车。

### 航空
距离农特龙最近的民用航空站为利摩日机场，距离农特龙市中心的公路里程约68公里。

### 城市公共交通
截至2023年3月，农特龙暂无城市公共交通系统。

## 政治

### 市政内阁

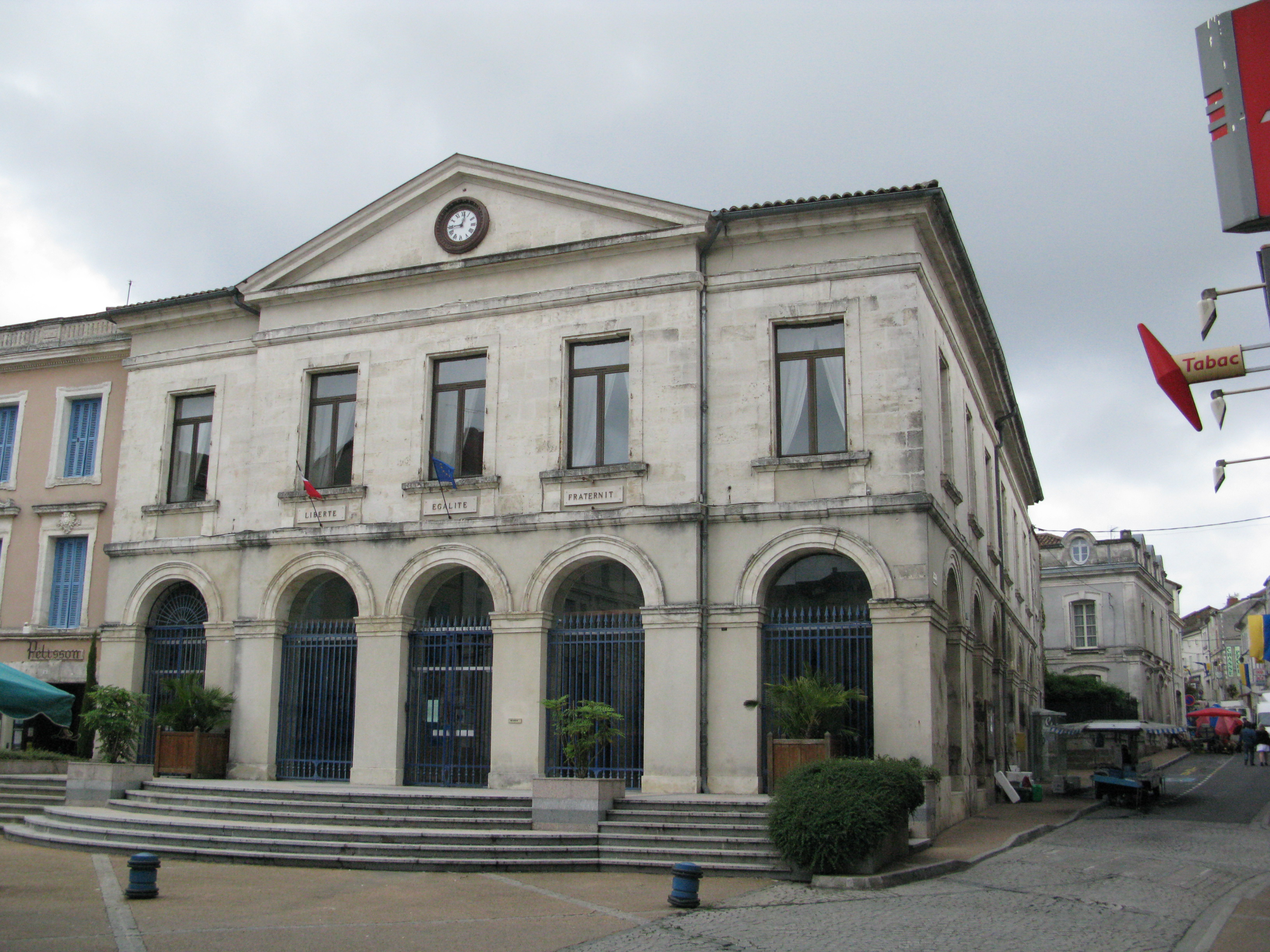
农特龙市政厅

农特龙的现任市长为纳迪娜·埃尔芒-邦科女士（Nadine HERMAN-BANCAUD），她是一名无党派人士，在2020年的市政选举中获得了59.73%的支持率。
| 农特龙历届市长 | 农特龙历届市长                                    | 农特龙历届市长  |
| 任期           | 市长                                              | 党派            |
| -------------- | ------------------------------------------------- | --------------- |
| 1945年－1953年 | Armand LATHIÈRE-LAVERGNE 阿尔芒·拉蒂埃尔-拉韦尔涅 | RAD激进党       |
| 1953年－1977年 | Henri LAFOREST 亨利·拉福雷                        | RAD激进党       |
| 1977年－1995年 | René Join 勒内·茹安                               | PS社会党        |
| 1995年－2014年 | Pierre GIRY 皮埃尔·吉里                           | UMP人民运动联盟 |
| 2014年－2020年 | Pascal BOURDEAU 帕斯卡尔·布尔多                   | PS社会党        |
| 2020年－       | Nadine HERMAN-BANCAUD 纳迪娜·埃尔芒-邦科          | 無黨籍          |

### 各级选举

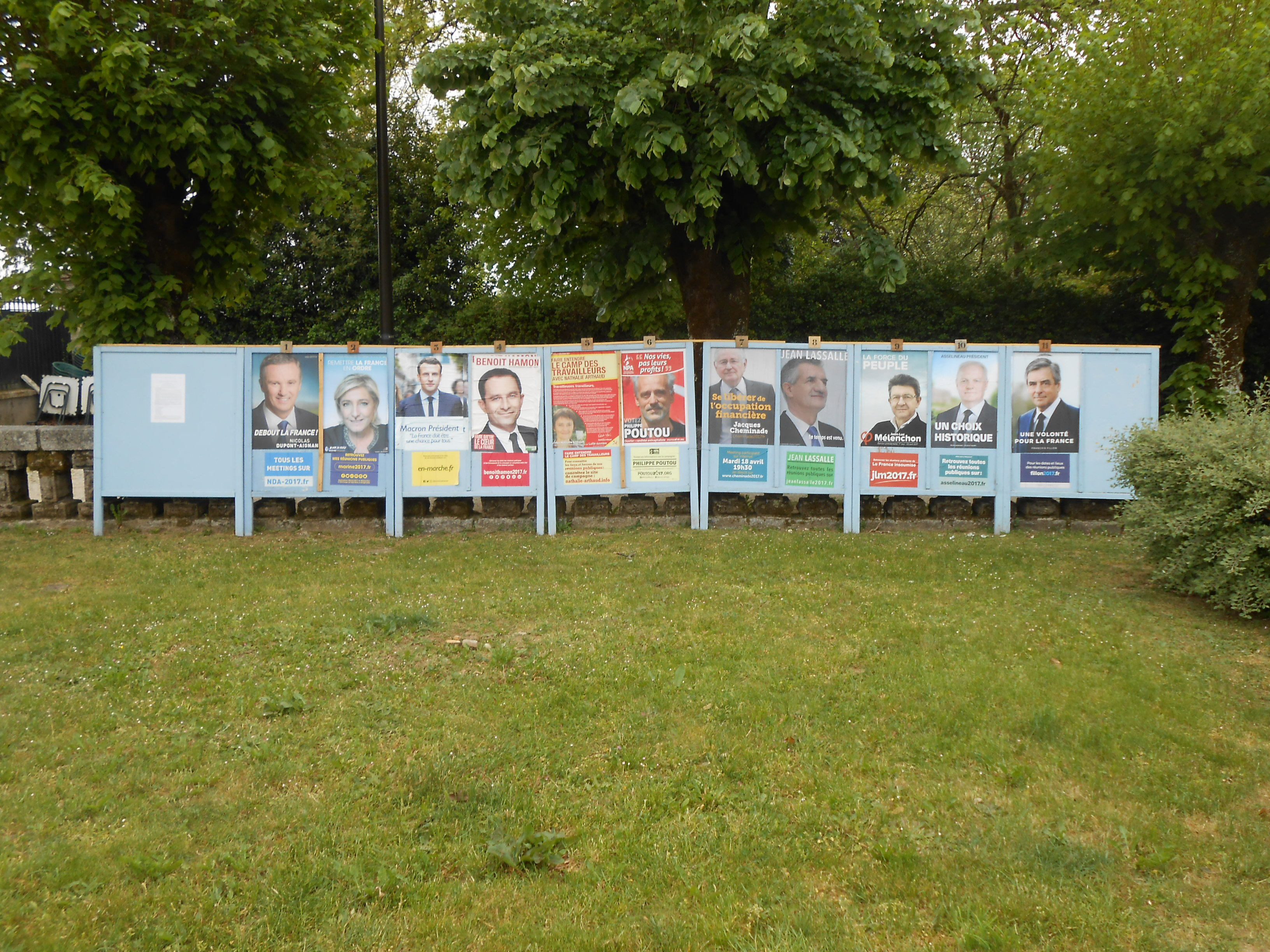
农特龙的一处总统选举宣传栏

| 农特龙历届投票选举结果 | 农特龙历届投票选举结果 | 农特龙历届投票选举结果 | 农特龙历届投票选举结果 | 农特龙历届投票选举结果        | 农特龙历届投票选举结果 | 农特龙历届投票选举结果 | 农特龙历届投票选举结果        | 农特龙历届投票选举结果 | 农特龙历届投票选举结果 |
| 选举项目               | 选举范围               | 选区单位               | 选区单位内的选举结果   | 选区单位内的选举结果          | 选区单位内的选举结果   | 选区单位内的选举结果   | 选区单位内的选举结果          | 选区单位内的选举结果   | 参考资料               |
| 选举项目               | 选举范围               | 选区单位               | 第一轮胜出者           | 第一轮胜出者                  | 支持率                 | 第二轮胜出者           | 第二轮胜出者                  | 支持率                 | 参考资料               |
| ---------------------- | ---------------------- | ---------------------- | ---------------------- | ----------------------------- | ---------------------- | ---------------------- | ----------------------------- | ---------------------- | ---------------------- |
| 2017年法國總統選舉     | 法國                   | 市镇                   |                        | 埃马纽埃尔·马克龙             | 25.03%                 |                        | 埃马纽埃尔·马克龙             | 66.85%                 | [ 26 ]                 |
| 2017年法国立法选举     | 多尔多涅省第三选区     | 市镇                   |                        | 让-皮埃尔·屈贝尔塔丰          | 33.19%                 |                        | 让-皮埃尔·屈贝尔塔丰          | 53.08%                 | [ 26 ]                 |
| 2019年欧洲议会选举     | 法國                   | 市镇                   |                        | 若尔当·巴尔代拉               | 25.5%                  | （不适用）             | （不适用）                    | （不适用）             | [ 28 ]                 |
| 2021年法国省级选举     | 多尔多涅省             | 县                     |                        | 帕斯卡尔·布尔多 朱丽叶·纳韦尔 | 37.54%                 |                        | 帕斯卡尔·布尔多 朱丽叶·纳韦尔 | 50.62%                 | [ 29 ]                 |
| 2021年法国省级选举     | 多尔多涅省             | 市镇                   |                        | 帕斯卡尔·布尔多 朱丽叶·纳韦尔 | 38.19%                 |                        | 贝阿特丽丝·西博 蒂埃里·帕斯凯 | 52.63%                 | [ 29 ]                 |
| 2021年法国大区选举     |                        | 市镇                   |                        | 阿兰·鲁塞                     | 31.78%                 |                        | 阿兰·鲁塞                     | 44.95%                 | [ 30 ]                 |
| 2022年法国总统选举     | 法國                   | 市镇                   |                        | 玛丽娜·勒庞                   | 26.99%                 |                        | 埃马纽埃尔·马克龙             | 51.92%                 | [ 26 ]                 |
| 2022年法国立法选举     | 多尔多涅省第三选区     | 市镇                   |                        | 让-皮埃尔·屈贝尔塔丰          | 28.49%                 |                        | 让-皮埃尔·屈贝尔塔丰          | 39.53%                 | [ 26 ]                 |

## 人口
2019年，农特龙市镇人口数量为3,055，在法国排名第3,643位。其中男性1,411人，女性1,644人，75岁及以上人口占18.5%，外籍人口数量为128人，人口密度为124人/平方公里，当地居民被称为（男性）或（女性）。2020年，农特龙境内出生12人，死亡人口52人。
| 农特龙1901年－2020年人口变化情况 |
|                                  |
| 数据来源：Cassini、INSEE         |

## 经济

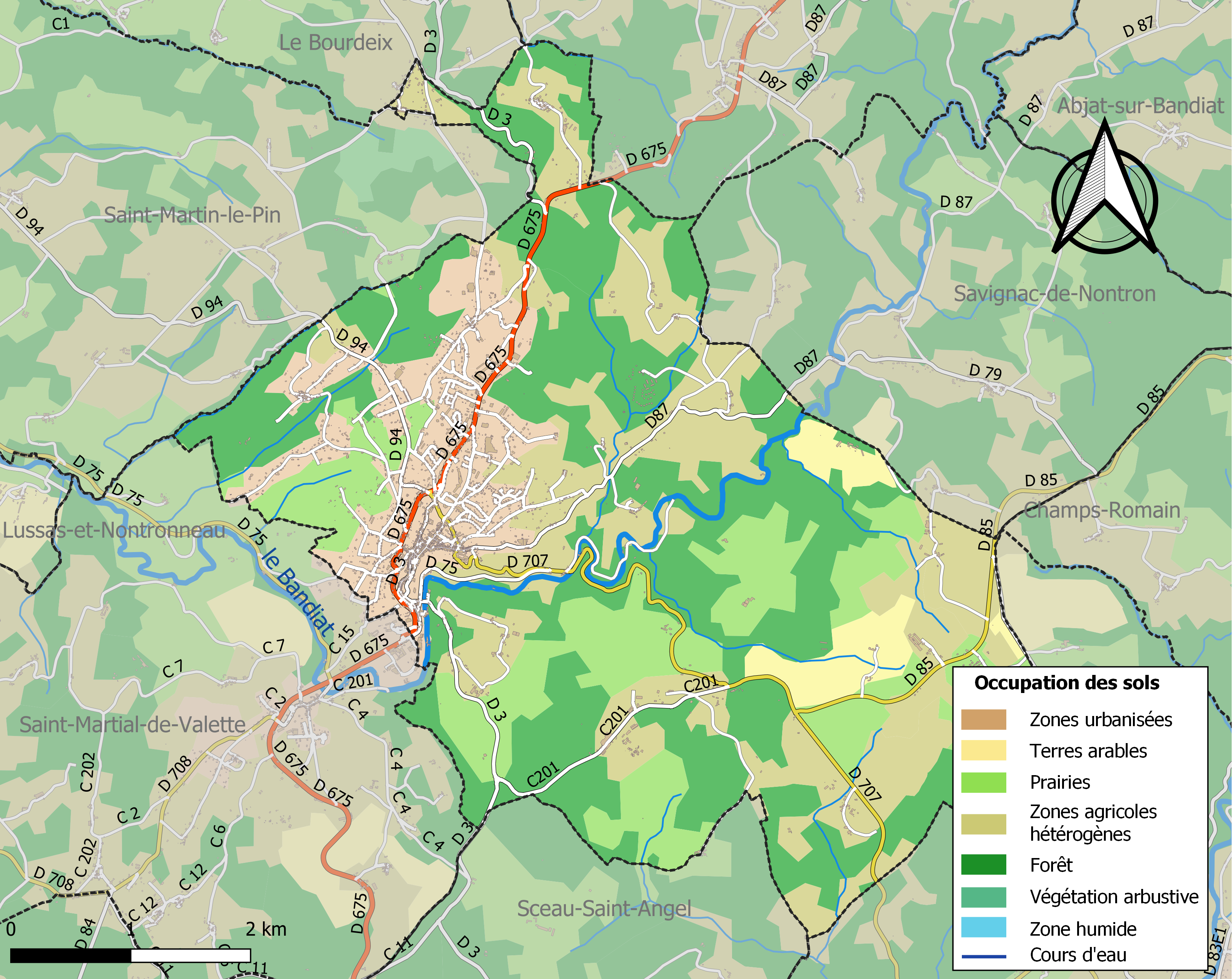
农特龙土地利用情况地图

农特龙是一个区域性的中心城市。截止2023年3月，农特龙市镇范围内共有各类用人单位（包含自雇）701家，平均历史为19年，其中97.54%为中小型企业（PME），2023年1月至3月间，当地的经济活力指数为0.43%。（珠宝加工生产）、（五金）及（五金）是当地2021年营业额最高的三个企业，分别为58,111,223欧元、40,415,102欧元和39,725,485欧元。

## 财政与居民收入
2021年，农特龙的财政收入总额为3,262,510欧元，财政支出总额为2,814,790欧元，当年的债务总额为5,299,650欧元。2021年，农特龙市镇通过增值税获得109,840欧元的收入，此外当地还共获得了362,210欧元的国家直接财政补助。
2020年，农特龙的人均月收入总额为1,981欧元，其中高级职员为3,692欧元，低于法国平均水平（4,230欧元）；中级职员为2,141欧元，低于法国平均水平（2,411欧元）；普通职员为1,686欧元，亦低于法国平均水平（1,740欧元）。
2019年，农特龙境内的贫困率为16%，青壮年（15至64岁）失业率为14.5%；当地42.5%的家庭拥有纳税资格，平均纳税2,095欧元，低于法国平均水平（3,910欧元）。

## 社会事务

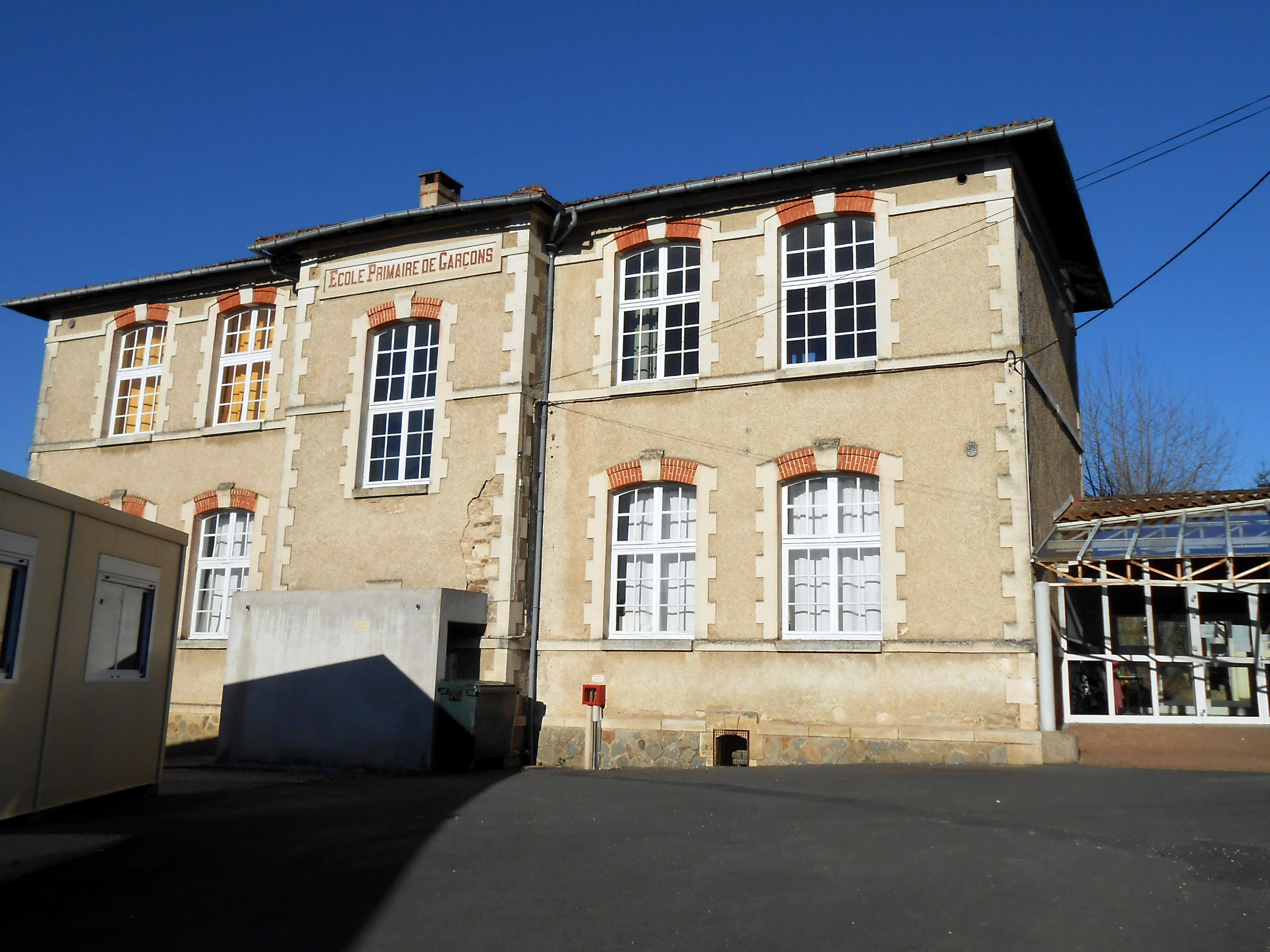
农特龙的一所学校

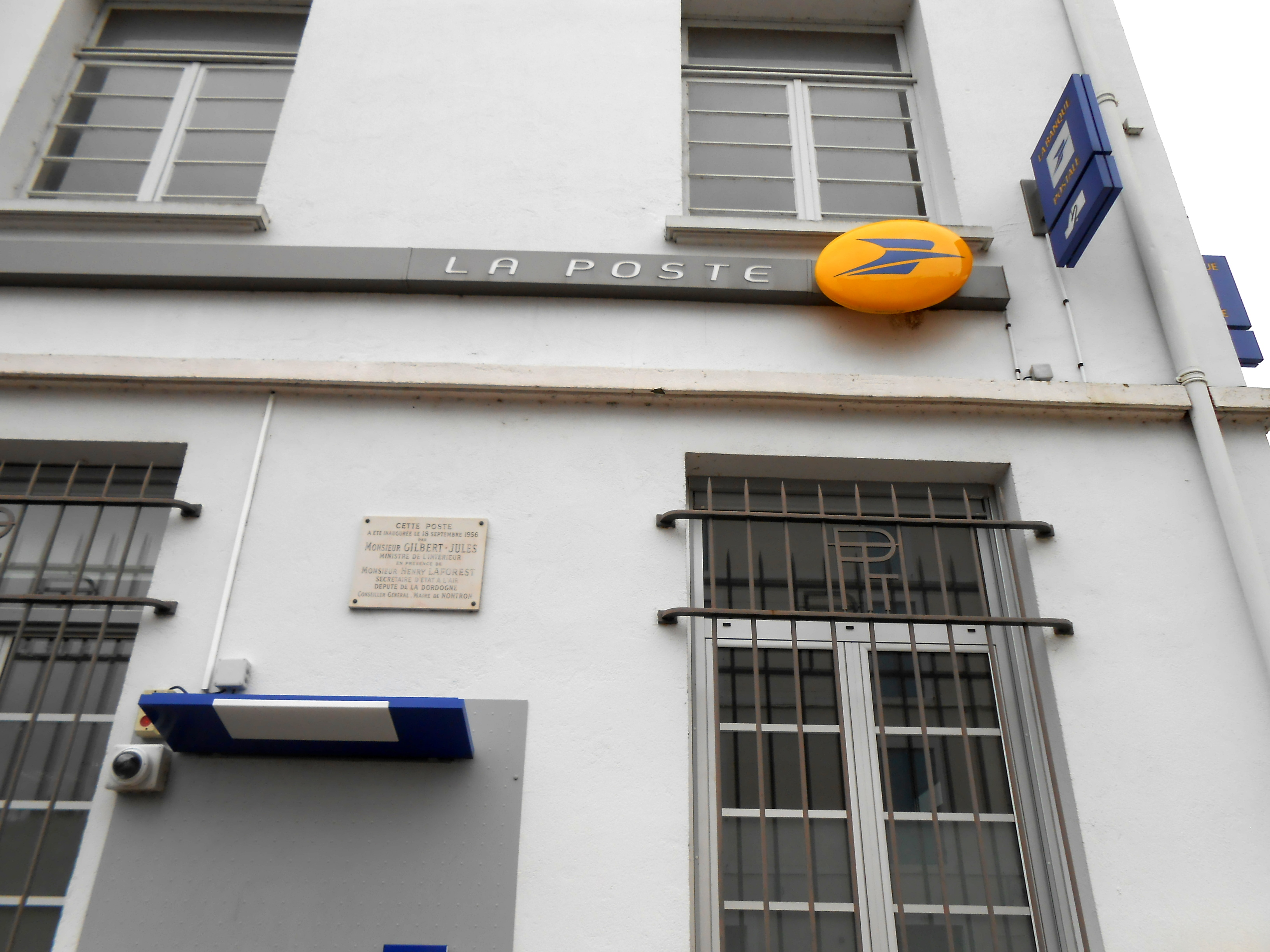
农特龙邮局

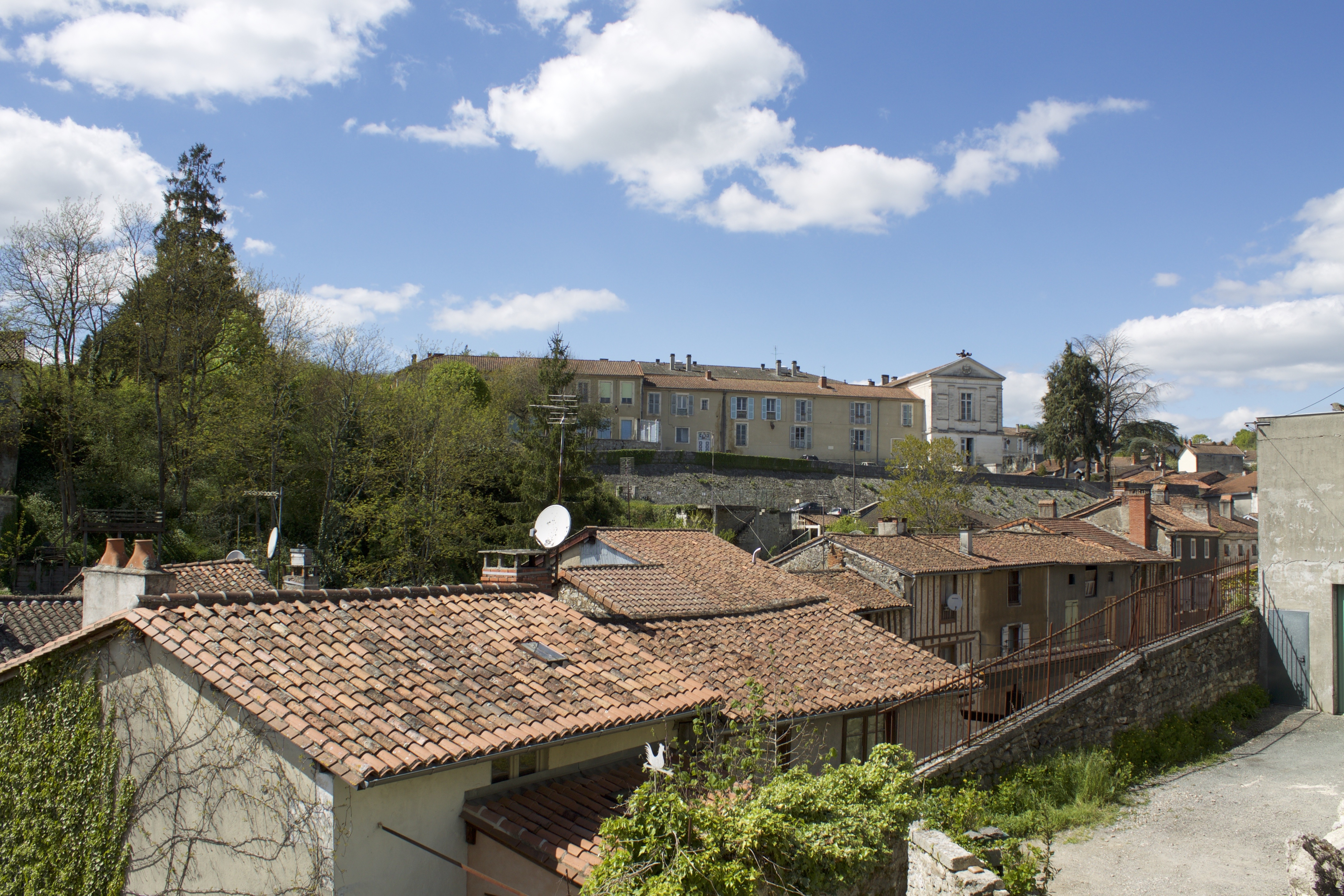
农特龙镇中心的民居

### 教育
农特龙属于波尔多学区。截止2021年1月1日，农特龙境内共有1所幼儿园、2所小学、1所初级中学和1所普通高中。2021至2022学年度，农特龙境内共有在校中等教育阶段学生685名。
在高等教育方面，农特龙境内有一所卫生学校。

### 医疗
截止2021年1月1日，农特龙境内共有全科医生3名、保健师2名、牙医1名、护士12名、耳科医生1名、眼科医生1名、助产士1名和妇科医生1名。境内共有药房1家、残疾人帮扶中心1家。
农特龙中心医院（Centre Hospitalier de Nontron）是法国的一个区域性医疗机构，其主病区位于农特龙市区，设有床位193个，是当地规模最大的公立综合性医院。

### 住房
2019年，农特龙境内共有各类住房2,067套，其中77.7%为独立式居民区，22.0%为集中式居民区。常住房屋占农特龙市镇范围内居民建筑总量的74.2%。
在住房保障政策方面，2021年，农特龙境内共有374户家庭获得了住房经济补助，受益人数占总人口数量的12.2%，其中365份为房租补助。

### 商业
2021年，农特龙境内共有各类实体商铺122家，其中餐厅9家、大型超市4家、杂货店1家、面包房4家、肉铺3家、书店1家、装饰品店4家、银行门店6家、美容美发店8家、汽车维修店7家。市区北部建有开放式商业街区，有Super U、Intermarché、Lidl等购物商场。

### 体育
2021年，农特龙境内共有1处体育馆以及2处篮球或排球场。
截至2023年3月，农特龙-圣帕尔杜体育联盟（AS Nontron Saint Pardoux，编号590252）是农特龙境内唯一的一家注册足球俱乐部，其主队2022至2023赛季参加新阿基坦大区足球联赛乙组（法国第七级别），其主场为弗朗西斯·迪比松球场（Stade Francis Dubuisson）。

### 环境
农特龙的环境事务由其所属的农特龙佩里戈尔市镇公共社区联合各级政府协调负责。2021年，农特龙境内暂无污染企业。

### 治安
2021年，农特龙市镇范围内有1处宪兵队。
农特龙国家宪兵队（zone gendarmerie de Nontron）的管辖范围共包括126个市镇。2020年，该宪兵队累计记录各类案件1,903起，其中盗窃类案件913起，经济类案件321起，毒品交易类案件122起。

## 文化
2021年，农特龙境内共有1家电影院和1家博物馆。农特龙市政府提供多媒体中心，每周二至六向公众开放。

### 建筑
农特龙境内有多处历史建筑，其中农特龙城堡是法国国家文物保护单位，圣职者圣母教堂（Église Notre-Dame-des-Clercs de Nontron）是当地的地标性建筑物。

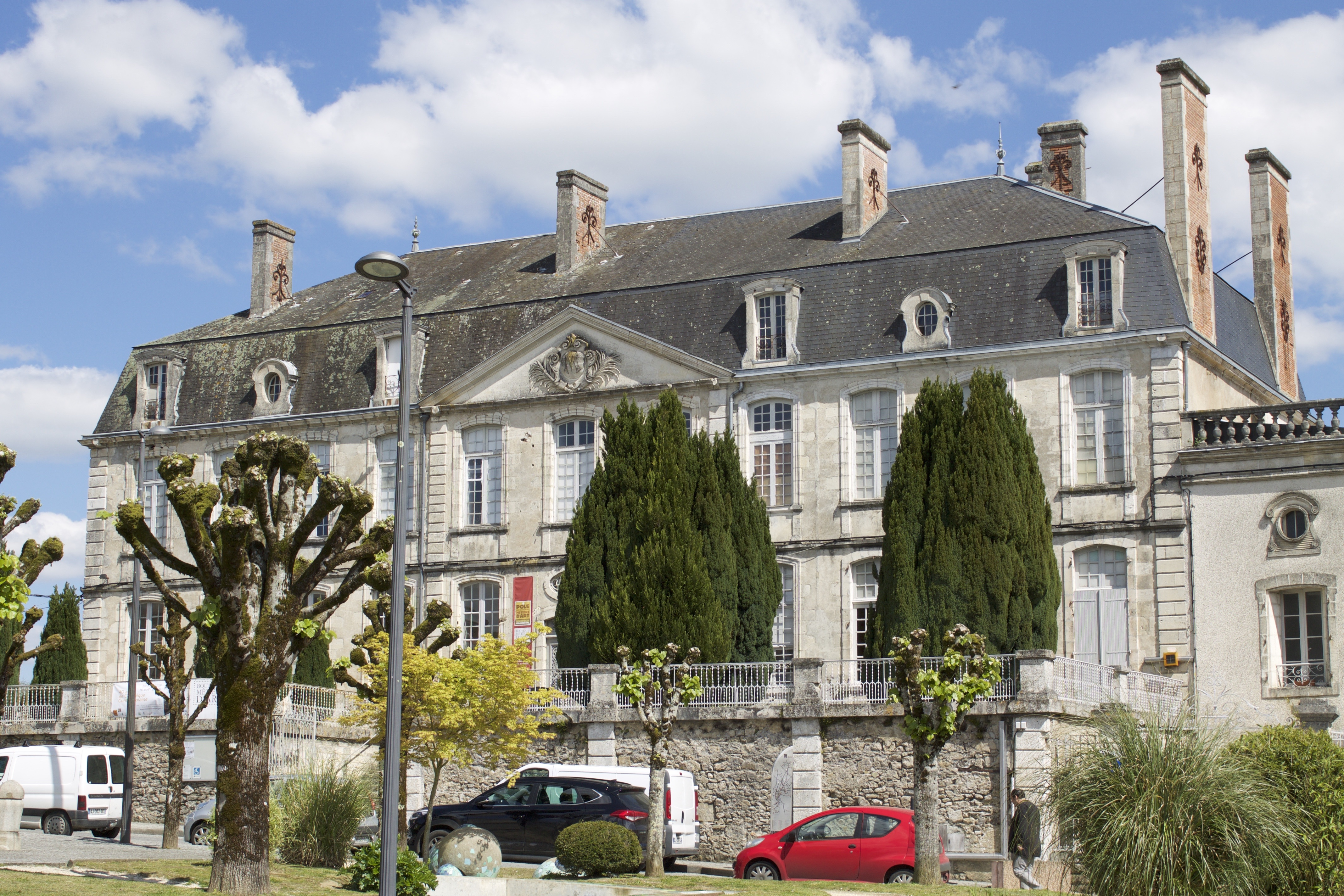
农特龙城堡（法语：Château de Nontron）
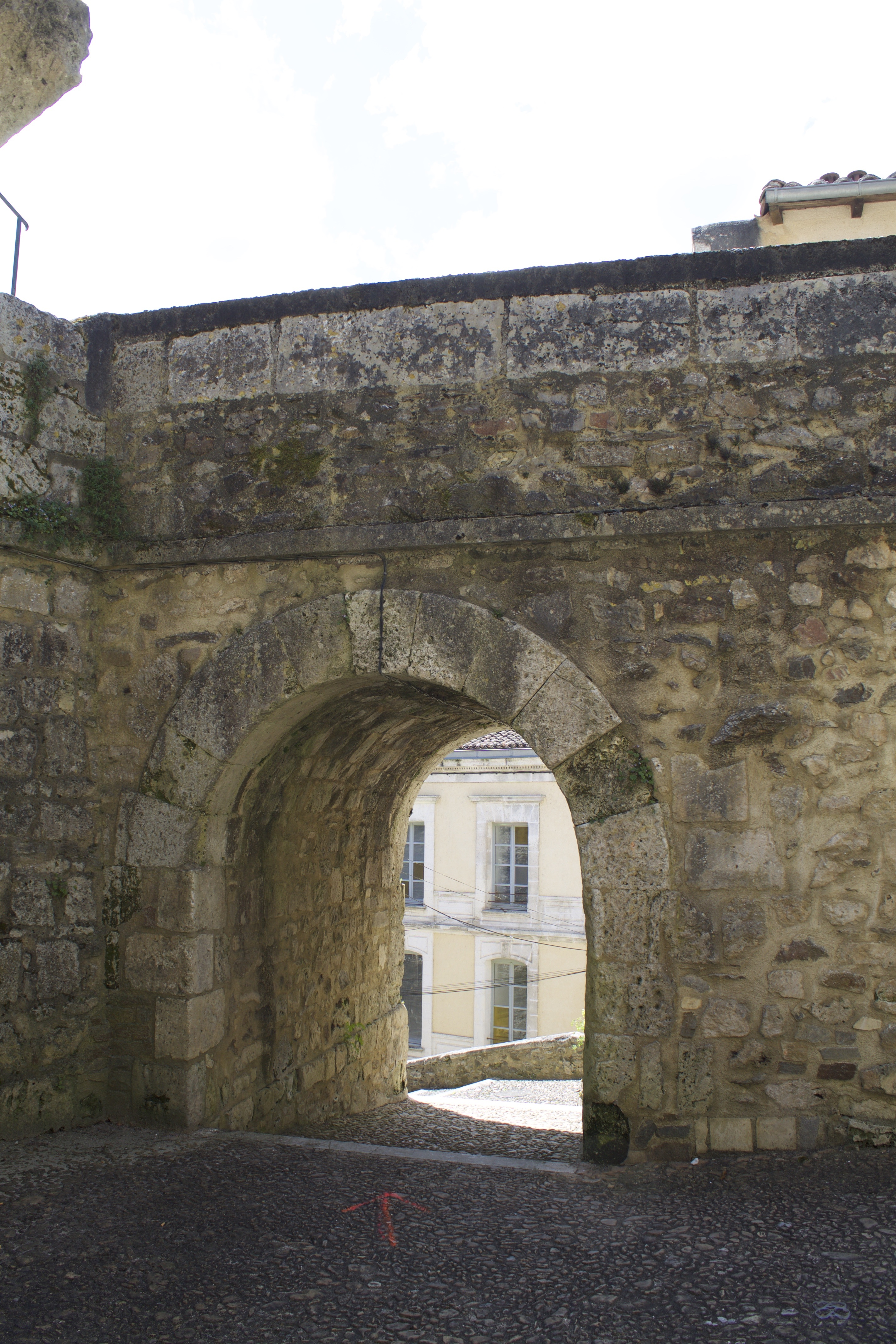
旧城门
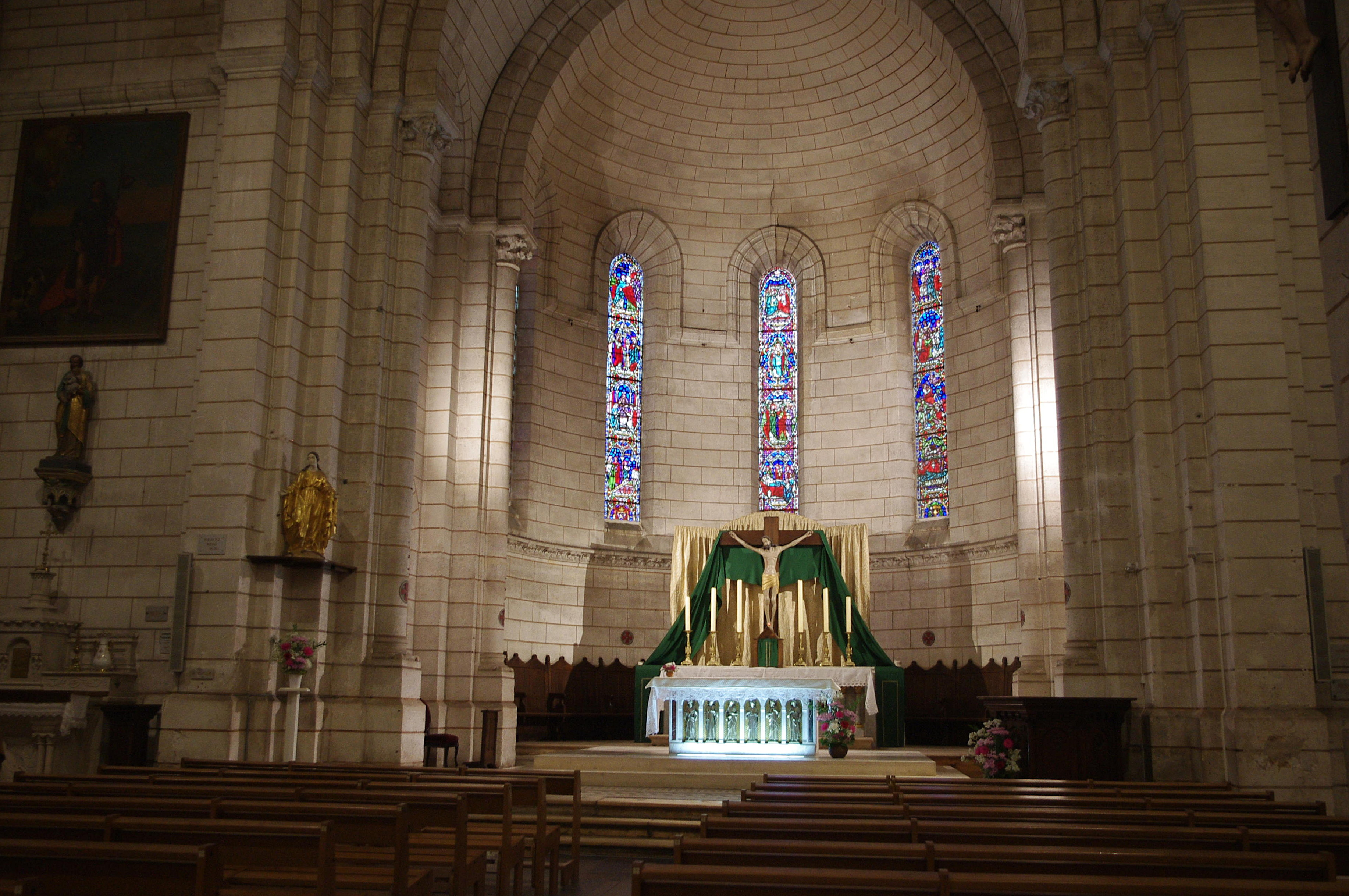
圣母教堂大厅
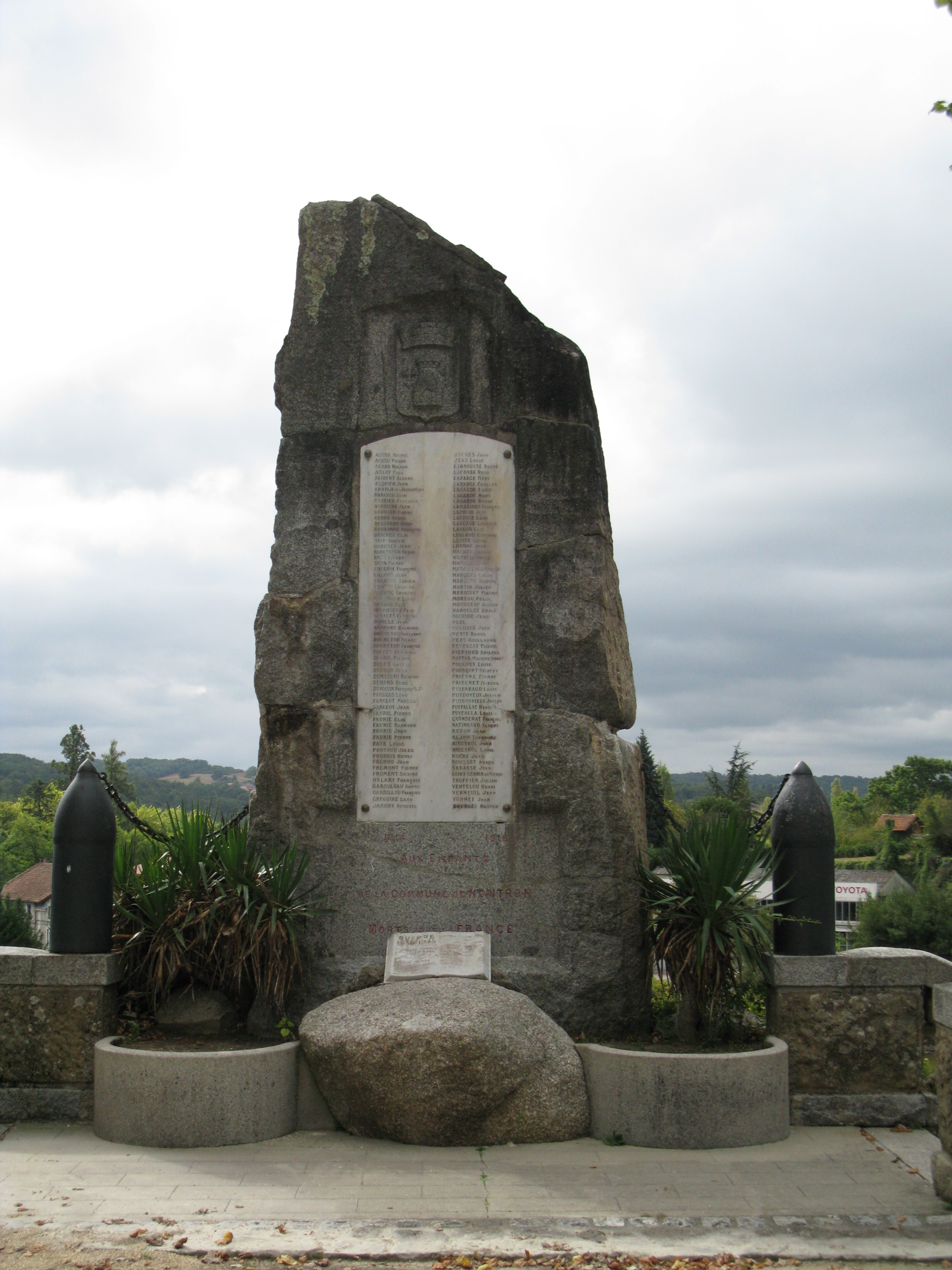
烈士纪念碑
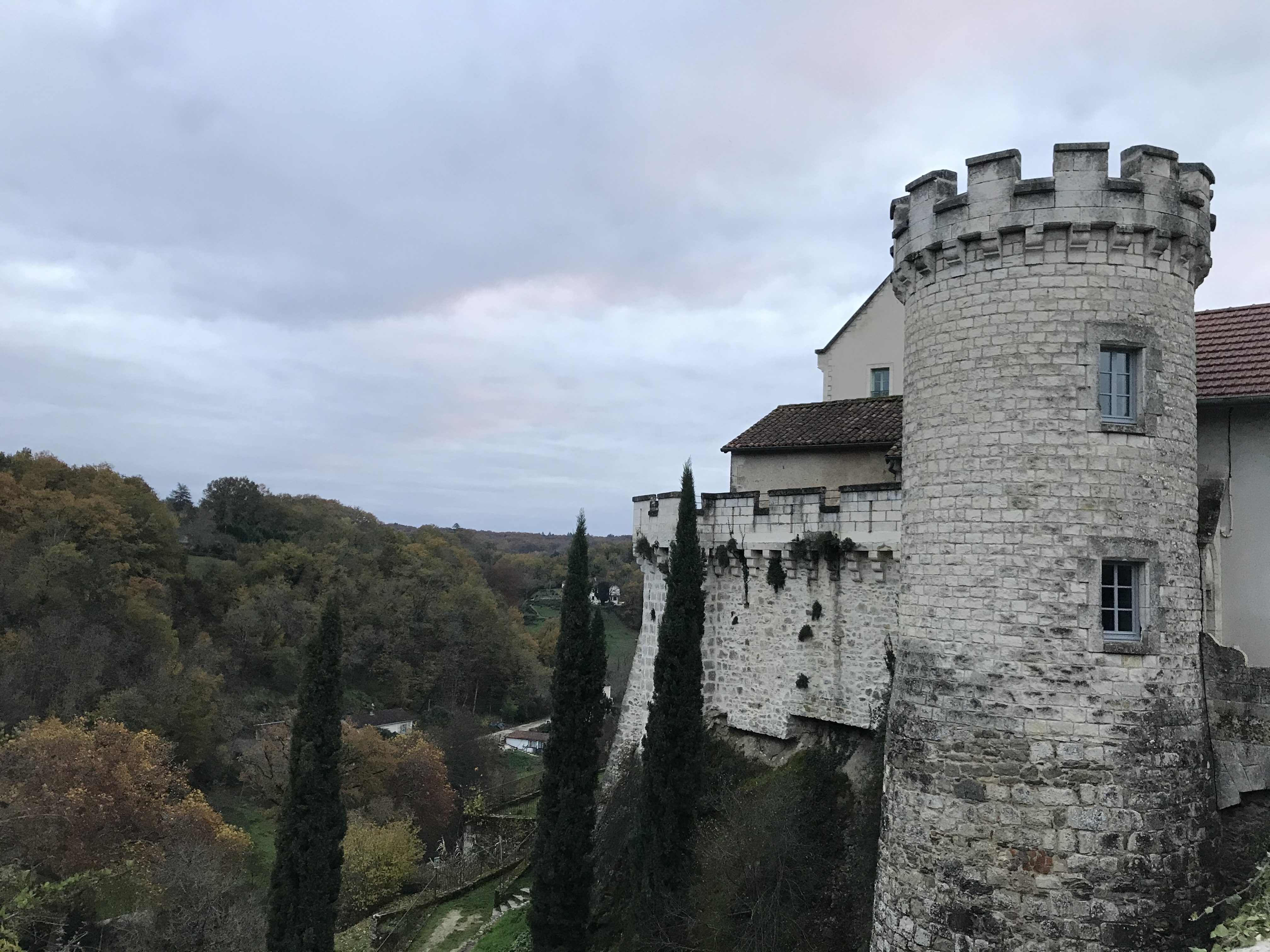
城墙塔
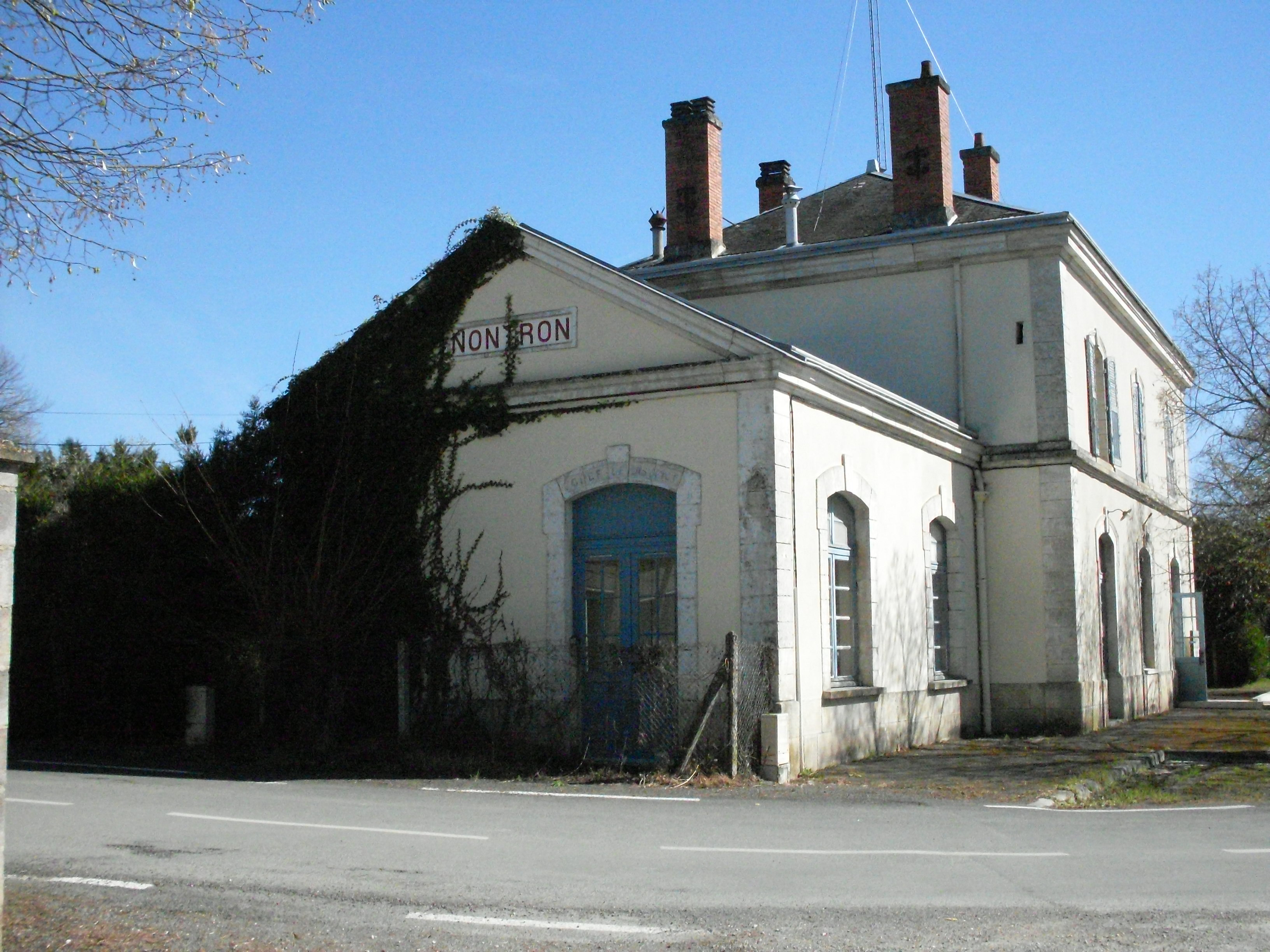
火车站旧址
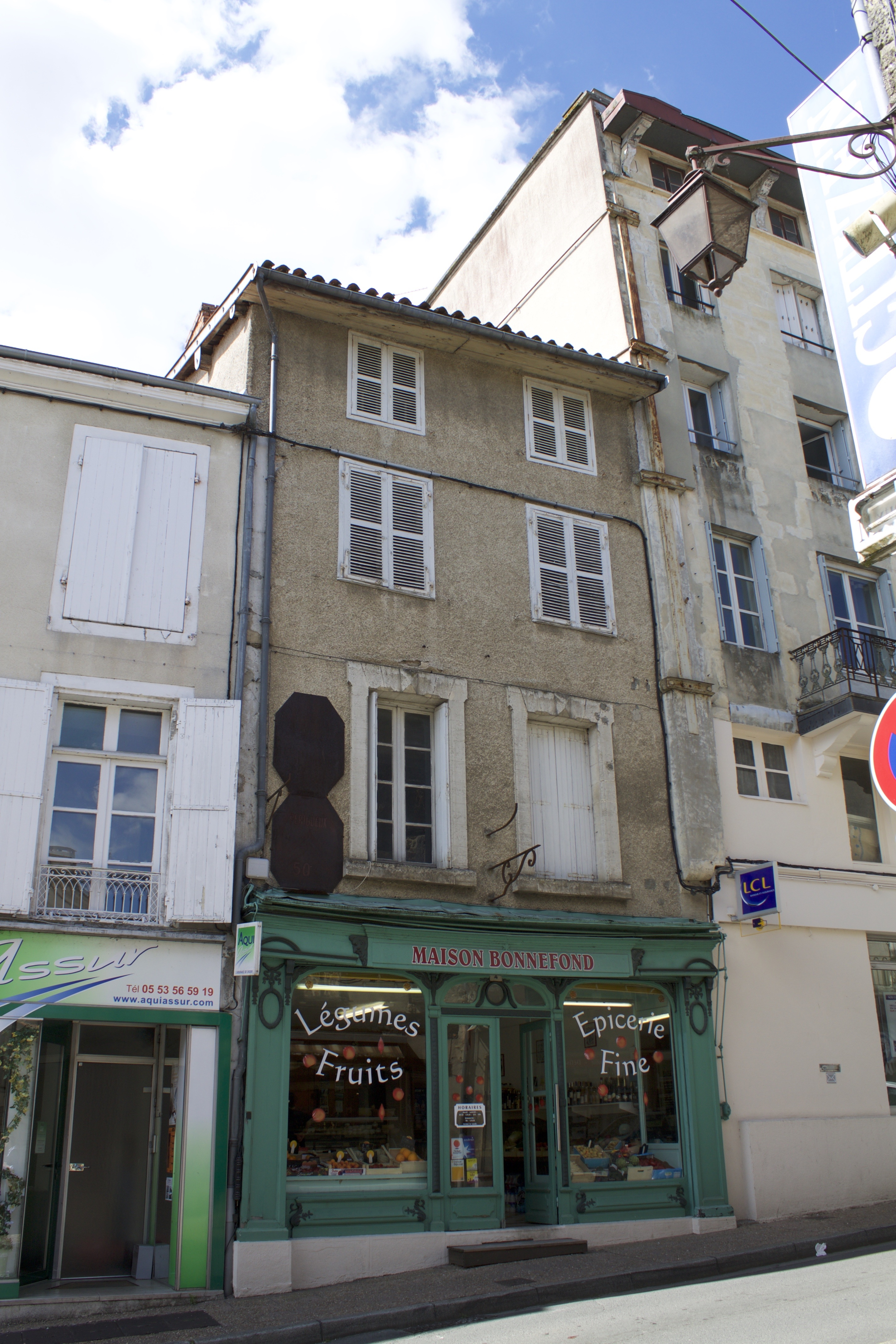
一处民居
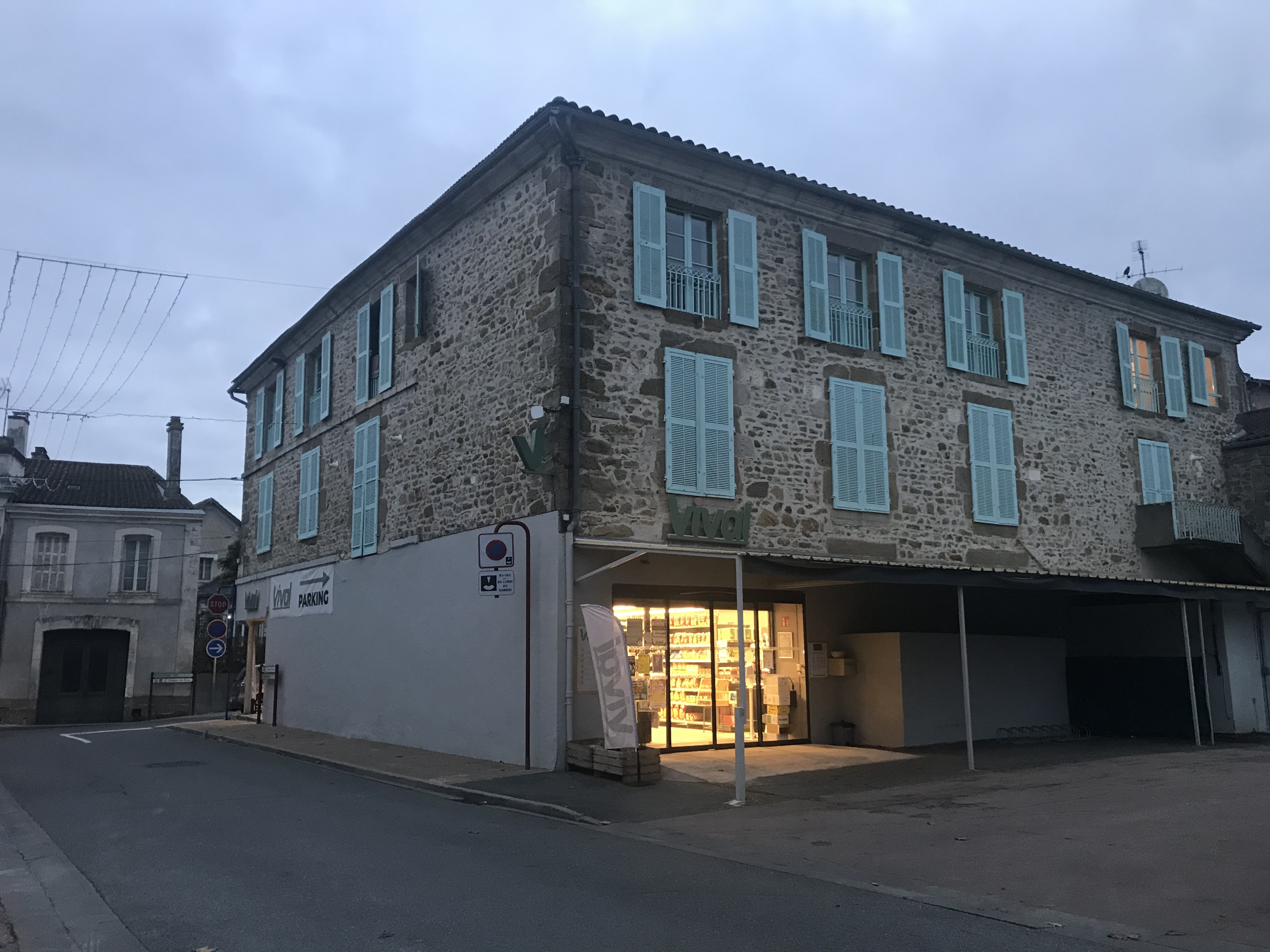
一处便民店

### 旅游
农特龙的旅游事务由其所属的农特龙佩里戈尔市镇公共社区负责。2022年，农特龙境内共有1家酒店共计25间房间。

### 媒体
法国主要的媒体均可在农特龙接收，法国电视三台下属的新阿基坦大区频道在部分时段播出农特龙所在多尔多涅省的地方新闻。《西南报》、《多尔多涅自由报》、蓝色法兰西佩里格广播、伊萨贝尔广播等是当地主要的地方性媒体。

## 相关人物
法国化学家皮埃尔-弗朗索瓦·沙巴诺和历史学家安托南·德比杜尔出生于农特龙。

## 友好城市
截至2023年3月，农特龙暂未建立任何友好城市关系。